# Acromantis luzonica
Acromantis luzonica är en bönsyrseart som beskrevs av Morgan Hebard 1920. Acromantis luzonica ingår i släktet Acromantis och familjen Hymenopodidae. Inga underarter finns listade i Catalogue of Life.